# Gerald Messadié
Gerald Messadié (Cairo, 1931 – 5 de julho de 2018) foi um jornalista, historiador, ensaísta e romancista francês.

## Carreira
Sua obra composta por romances históricos, biografias, ensaios sobre a história das religiões, e alguns ciências e obra de ficção onde esoterismo leva a um lugar espaçoso.
Morreu em 5 de julho de 2018, aos 87 anos.